# Юто Хоріґоме (скейтбордист)
Юто Хоріґоме Yuto Horigome (яп. 堀米 雄斗, Horigome Yūto, н 7 січня 1999) — японський професійний скейтбордист. Перший спортсмен, що виборов золоту медаль у змаганнях зі скейтбордингу на Літніх олімпійських іграх 2020 року.

## Особисте життя
Хоріґоме народився в Токіо. Має двох молодших братів. Почав кататися на ковзанах у віці семи років у місцевому скейтпарку Amazing Square Murasaki в Токіо. Катався з батьком, колишнім вуличним скейтбордистом, який навчав Хоріґоме їздити на скейтборді. З 14 років, Хорігоме приїжджав до США, де знайомиться з скейтбордистом Мікі Папом у Лос-Анджелесі. На зиму Хоріґоме залишався в США, де тренувався. Згодом переїжджає туди, де бере участь у численних змаганнях із скейтбордингу, таких як Tampa Am та Dew Tour.

## Професійний скейтбординг

### Кар'єра
У ранньому віці Хорігоме отримав фінансування від японської компанії. Завдяки таланту, Хорігоме хотів спробувати щастя в США. 2015 року Хорігоме взяв участь у змаганнях Wild In The Parks, проведеному Volcom та The Berrics в Лос-Анджелесі. Хорігоме фінішував другим. Після зйомок у фільмі з Мікі Папом, той поспілкувався з менеджером команди, і Хорігоме приєднався до команди Blind Skateboarders 2015 року. У січні 2019 року Хорігоме залишив команду. У травні 2019 року Хорігоме приєднався до April Skateboarders, якою керує скейтер Шейну О'Нілу.

### Світовий рейтинг скейтбордингу
Хоріґоне станом на 30 липня 2019 року посідав друге місце у рейтингу World Skate Ranking (Street) із 62 480 балами.

### Спонсорство
Станом на серпень 2019 року спонсором Horigome був Nike SB, April Skateboards, Venture та Spitfire.

### Олімпіада-2020
25 липня 2021 року на XXXI літніх Олімпійських іграх у Токіо Хоріґоме виборов золоту медаль у змаганнях зі скейтбордингу, ставши першим спортсменом в історії Олімпіади, що переміг у цьому виді спорту.

## Особисті відзнаки
Horigome був визнаний «скейтером року» на Японських бойових спортивних преміях у 2017 та 2018

## Історія змагань
Історія змагань Юто Горігоме:
| Place | Event                                   | Host city           | Venue                         | Date       | Entrants | Discipline        |
| ----- | --------------------------------------- | ------------------- | ----------------------------- | ---------- | -------- | ----------------- |
| 1     | 2020 Summer Olympics                    | Tokyo ()            | Ariake Urban Sports Park      | 2021-07-25 | 20       | Street            |
| 1     | Street Skateboarding World Championship | Rome ()             | Foro Italico                  | 2021-06-06 | 10       | Street            |
| 2     | Dew Tour                                | Des Moines ()       | Lauridsen Skatepark           | 2021-05-23 | 10       | Street            |
| 1     | X Games                                 | Minneapolis ()      | U.S. Bank Stadium             | 2019-08-03 | 10       | Street            |
| 2     | X Games                                 | Minneapolis ()      | U.S. Bank Stadium             | 2019-08-04 | 9        | Street Best Trick |
| 1     | Street League                           | Los Angeles ()      | Galen Center                  | 2019-07-29 | 8        | Street            |
| 3     | X Games                                 | Shanghai ()         | Shanghai International Resort | 2019-06-01 | 10       | Street            |
| 2     | Street League World Championships       | Rio de Janeiro ()   | Carioca Arena 1               | 2019-01-12 | 8        | Street            |
| 1     | Street League                           | Huntington Beach () | Vans Off The Wall Skatepark   | 2018-12-16 | 8        | Street            |
| 6th   | World Skateboarding Championship        | Nanjing ()          | Longjiang Skatepark           | 2018-11-02 | 8        | Park              |
| 5th   | X Games                                 | Sydney ()           | Sydney Showground             | 2018-10-21 | 10       | Street            |
| 2     | CPH OPEN                                | Berlin ()           | Berlin Skatehalle             | 2018-08-11 | 11       | Street            |
| 4th   | X Games                                 | Minneapolis ()      | U.S. Bank Stadium             | 2018-07-22 | 8        | Street            |
| 1     | Street League                           | Los Angeles ()      | Galen Center                  | 2018-07-07 | 8        | Street            |
| 1     | Dew Tour                                | Long Beach ()       | Long Beach Convention Center  | 2018-07-01 | 8        | Street            |
| 1     | Street League                           | London ()           | Copper Box Arena              | 2018-05-27 | 8        | Street            |
| 4th   | X Games                                 | Oslo ()             | Telenor Arena                 | 2018-05-20 | 8        | Street            |
| 10th  | Tampa Pro                               | Tampa ()            | Skatepark of Tampa            | 2018-03-05 | 12       | Street            |
| 9th   | X Games                                 | Minneapolis ()      | U.S. Bank Stadium             | 2017-07-16 | 10       | Street            |
| 2     | Street League                           | Munich ()           | Olympic Park                  | 2017-06-26 | 8        | Street            |
| 3     | Dew Tour                                | Long Beach ()       | Long Beach Convention Center  | 2017-06-16 | 6        | Street            |
| 3     | Street League                           | Barcelona ()        | Skate Agora                   | 2017-05-20 | 8        | Street            |
| 1     | Oi STU OPEN                             | Rio de Janeiro ()   | Skatepark da Praça Duó        | 2017-04-30 | 3        | Street            |
| 2     | COWTOWN'S PHXAM                         | Phoenix ()          | Desert West Skateboard Plaza  | 2017-03-26 | 12       | Street            |
| 2     | Simple Session                          | Tallinn ()          | Saku Suurhall                 | 2017-02-05 | 63       | Street            |
| 4th   | Tampa Am                                | Tampa ()            | Skatepark of Tampa            | 2016-11-13 | 12       | Street            |
| 2     | FISE World Series                       | Chengdu ()          | South Park                    | 2016-10-30 | 12       | Street            |
| 8th   | Damn Am Woodward West                   | Tehachapi ()        | Woodward West Skatepark       | 2014-10-05 | 12       | Street            |

## Відеографія
- 2017: For Days — Blind[12]
- 2019: April Skateboards Pro Part — Nike SB[13]